# Klepačov
Klepačov je vesnice, část okresního města Blansko. Nachází se asi 3 km na jih od Blanska. Je zde evidováno 203 adres. Trvale zde žije 482 obyvatel.
Poprvé se Klepačov uvádí roku 1532 jako pustý. V roce 1793 zde bylo už 39 domů s 257 obyvateli, v roce 1900 83 domů a 593 obyvatel.
Klepačov je také název katastrálního území o rozloze 2,37 km2.
Vesnice je částí města Blanska, proto nemá své zastupitelstvo ani starosty. Proto byl zřízen[kým?] občanský aktiv Klepačovský výbor , který supluje samosprávu. Výbor na svém webu neuvádí způsob svého zřízení ani svůj právní status, pravděpodobně se však nejedná o místní či osadní výbor, jaký podle zákona o obcích může zřídit zastupitelstvo obce jako svůj poradní orgán pro určité území, ale jen o jeho neformální analogii, zřejmě bez právní subjektivity.

## Název
Jméno vesnice má dva možné výklady:
1) ze středověkého německého klëp – "předhůří, horský výběžek",
2) od osobního jména Klepač (místní jméno by pak znamenalo "Klepačův majetek").

## Historie[9]
První známá písemná zpráva o Klepačově je z Lenního archivu z roku 1532, kdy byl jako pustá ves připojen ke statku Blansko. Obnoven byl před rokem 1718 a jeho rozvoj byl úzce spjat s výrobou a zpracováním železa v údolí na soutoku říčky Punkvy se Svitavou.
Vzdělání je základem kulturního života. Odedávna chodily děti z Klepačova do školy v Blansku. Po dlouholetém úsilí občanů byla 1. března 1900 otevřena na Klepačově jednotřídní škola jako expozitura blanenské školy pod řízením ředitele Michala Kráčmara. Prvním učitelem byl František Vendolský. V jedné třídě bylo tehdy 86 žáků všech ročníků. Samostatná obecná škola byla zřízena 1. září 1909, učitelem byl Jan Bažant. 1.5. 1911 byla ustanovena dvoutřídní škola. Déle než deset let působili na škole učitelé Jan Bažant – 14 let, František Češka – 19 let, Jaromír Syrový – 19 let a Jaromíra Poláková – 21 let. Škola byla jako samostatná zrušena roku 1979, dva roky do ní jezdili žáci dvou tříd z Blanska, roku 1981 byla zrušena úplně. Od roku 1982 jí využívala Zvláštní škola jako elokované pracoviště. Ještě jednou se do ní vrátili žáci 1.–3. p.r. a to v letech 1989–1992, když se v obci prováděla výměna vodovodního řádu a zaváděla se kanalizace. Dnes je ve škole firma Pyrotek. Viz fotogalerie.
V letech 1878–1920 působil na Klepačově čtenářský spolek, který položil i základy místní lidové knihovně. První ochotnická divadla se hrála již v druhé polovině 19. století na primitivním jevišti. Vyšší úroveň zaznamenalo divadelnictví v novém sále Potravního dělnického spolku od roku 1908. V letech 1913–1914 tu působil pěvecký spolek, v letech 1902–1914 pak i spolek hudební. Klepačovští divadelní ochotníci pracovali při tělovýchovné jednotě a v některých letech sehráli 4–6 divadelních přestavení ročně. V roce 1932 klepačovské divadelnictví vyvrcholilo uvedením Blodkovy opery V studni, kterou režíroval Josef Štěpánek a dirigentem byl Jindřich Dryšl. Oba se v dalších letech proslavili v činohrách, operetách i operách blanenského ochotnického divadla. Dlužno připomenouti, že klepačovskou rodačkou je herečka a pedagožka JAMU v Brně – paní Miroslava Jandeková. Činnost místních ochotníků skončila roku 1960.
Od roku 1948 do roku 1975 byl činný Soubor klepačovských žen, který v různých soutěžích získal řadu cen a uznání. Soubor vedla paní Marie Klímová. V letech 1974–1979 působil na Klepačově estrádní pěvecký soubor Bolehlav, původně ryze mužský, později obohacený o ženy. Jeho vrcholem bylo scénické pásmo o Karlu Hašlerovi nazvané „Ta naše písnička česká“. Významné místo v kulturní, osvětové a společenské činnosti zaujímá Sbor pro občanské záležitosti, jehož zakladatelem byl roku 1958 pan Josef Štěpánek. Do dnešního dne SOZ pracuje a připravuje řadu akcí pro naše občany. Významný podíl na kultuře měly vždy školy. Nejprve Základní škola a od roku 1989 i mateřská škola, které připravovaly k různým příležitostem kulturní programy a vystoupení dětí.
V roce 2018 byly na severu klepačovského katastru, nedaleko statku Samsara, Janem Štětinou objeveny zbytky skromného středověkého hrádku.

## Památky

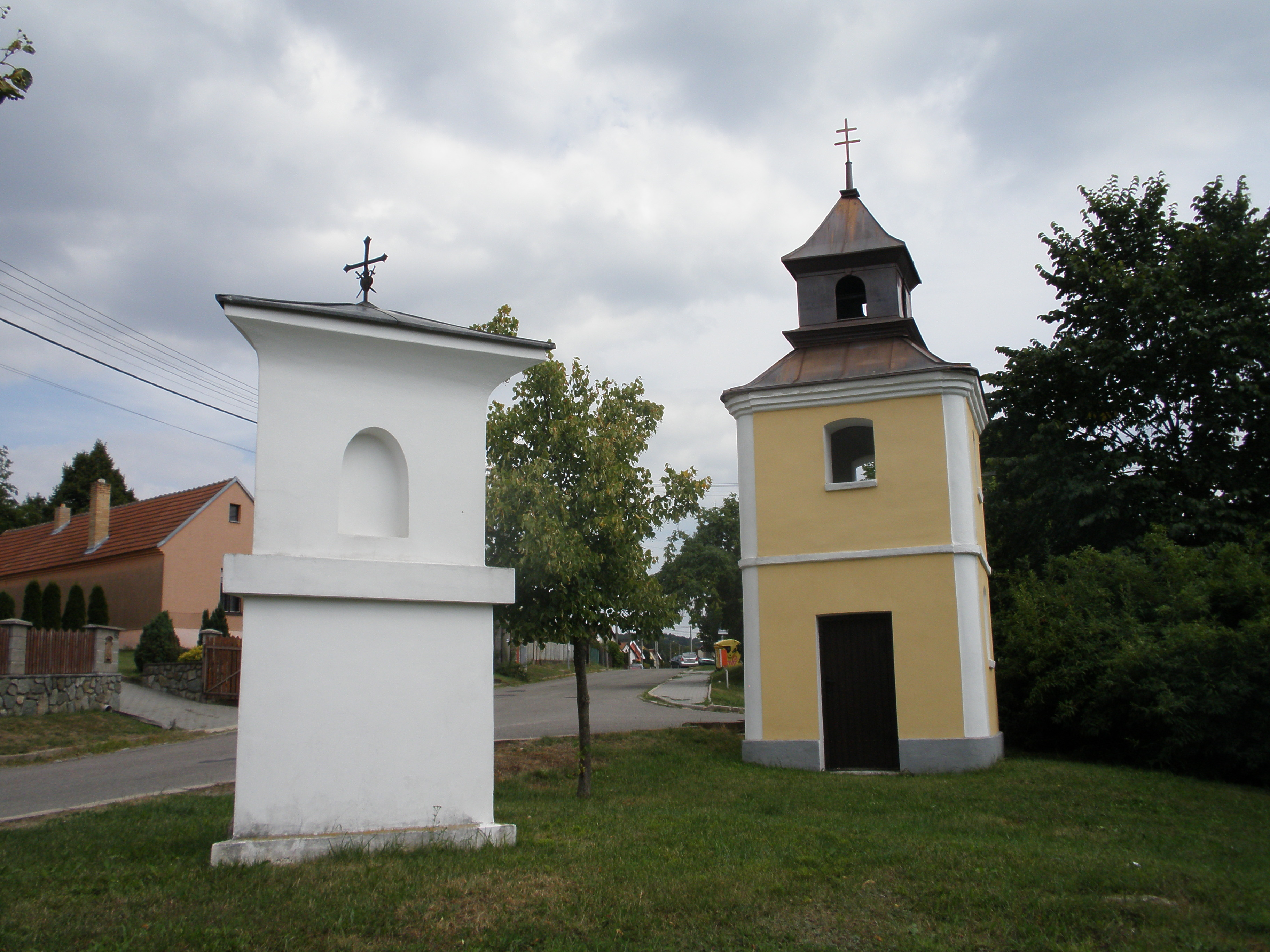
Boží muka společně s kapličkou

Dominantou Klepačova jsou Boží muka z druhé poloviny 19. století a kaple, které jsou situovány v centru obce. V památkovém katalogu je také evidován kříž, který byl umístěn na okraji klepačovského katastru u soutoku Punkvy se Svitavou. V současné době však není známo kde se nachází.
V severní části klepačovského katastru se nacházejí pozůstatky skromného středověkého Klepačovského hrádku. Jednalo se pravděpodobně o dřevěnou stavbu obehnanou palisády a ochranným valem. Dle nálezů je možné existenci hrádku umístit do druhé poloviny 13. a počátku 14. století.